# Guardafuikanaal
Het Guardafuikanaal (Arabisch: مضيق غواردافوي, Somalisch: Marinka Gardafuul) is een zeestraat voor de punt van de Hoorn van Afrika, tussen de Somalische regio Puntland en het Jemenitische eiland Socotra. 

## Geografie
Het ligt ten zuidwesten van de Arabische Zee en verbindt de noordwestelijke Golf van Aden met de zuidelijke Somalische Zee (onderdeel Indische Oceaan). Aan westzijde ligt de gelijknamige Kaap Guardafui, het noordelijkste punt van de Hoorn van Afrika. Schepen die de zeestraat oversteken gebruiken de vuurtoren Francesco Crispi op Kaap Guardafui als navigatiehulpmiddel. Tussen 2013 en 2023 heette de Somalische provincie van de semi-autonome regio Puntland ook Guardafuu. Deze naam is echter gewijzigd in Ra'as Aseir, verwijzend naar de Somalische naam van de kaap.
Er zijn twee definities voor het Guardafuikanaal:
1. In enge zin omvat het het ongeveer 100 kilometer brede water tussen Kaap Guardafui en het eiland Abd al-Kuri
2. in ruime zin wordt er de ongeveer 240 kilometer brede waterstrook tussen Kaap Guardafui en het eiland Socotra mee bedoeld.

Het Guardafuikanaal en de eilandenketen van de Socotra-archipel liggen op de Somalische Plaat. Het noordelijke deel van het Guardafuikanaal heeft een diepte tot ruim 2500 meter.
In de zeestraat ligt de Jemenitische Socotra-archipel met de eilanden Abd al-Kuri, Darsa en Samha. Op het westelijke vasteland liggen aan de kust van de Hoorn van Afrika de plaatsen Alula, Bargal, Bereeda, Ras Filuk en Tooxin. Bij Alula ligt de gelijknamige zoutwaterlagune van Alula.

## Geschiedenis
De zeestraat wordt vanouds gezien als verraderlijk vanwege de verschillende stromingen, vooral bij Kaap Guardafui. Nadat het Suezkanaal in 1869 in gebruik kwam, nam de strategische waarde van de zeestraat steeds verder toe.
Tijdens de Tweede Wereldoorlog was de Somalische zijde onderdeel van Asmogendheid Italië. Na de voltooiing van Operatie Appearance voerden de geallieerden op 18 mei 1941 Operatie Chapter uit, waarbij de vuurtoren van Kaap Guardafui werd veroverd op de Italianen om zo de doorgang door de zeestraat veilig te stellen. Vervolgens werd door de geallieerden  besloten tot het instellen van luchtbescherming om schepen en konvooien veilig door de straat te kunnen laten varen.
In 2009 begon Somalië een onderzoek ten behoeve van een exclusieve economische zone van 200 zeemijl vanuit de noordoostpunt van Puntland. De insteek van het onderzoek was of Socotra niet op het continentaal plat lag van Somalië. In 2010 legde Somalië voor het eerst in de geschiedenis een claim op Socotra. In 2014 legde Somalië een formele claim neer bij de Verenigde Naties voor het gebied. Daarmee ontstond een geschil tussen de Somalische en de Jemenitische regering over de soevereiniteit van het gebied.